# Jan Šulc (1983)
Jan Šulc (* 20. července 1983) je bývalý český lední hokejista, hrající na pozici útočníka.
Začínal v HC Kladno. Hrál v české extralize za HC Bílí Tygři Liberec. Od roku 2004 hrál ve 2. hokejové lize, od roku 2011 za klub HC Vlci Jablonec nad Nisou.

## Hráčská kariéra
- 1999/2000 HC Velvana Kladno – dor. (E U18)
- 2000/2001 HC Vagnerplast Kladno – jun. (E U18)
- 2001/2002 HC Vagnerplast Kladno – jun. (E U20), HC Bílí Tygři Liberec – jun. (E U20)
- 2002/2003 HC Bílí Tygři Liberec – jun. (E U20), HC Bílí Tygři Liberec (E)
- 2003/2004 HC Bílí Tygři Liberec – jun. (E U20), HC Bílí Tygři Liberec (E)
- 2004/2005 TJ SC Kolín (2. liga)
- 2005/2006 HC Vlci Jablonec nad Nisou (2. liga), HC Vrchlabí (2. liga)
- 2006/2007 HC Vlci Jablonec nad Nisou (2. liga)
- 2007/2008 HC Vlci Jablonec nad Nisou (2. liga)
- 2008/2009 HC Česká Lípa (2. liga)
- 2009/2010 HC Česká Lípa (2. liga)
- 2010/2011 HC Česká Lípa (2. liga)
- 2011/2012 HC Vlci Jablonec nad Nisou (2. liga)
- 2012/2013 HC Vlci Jablonec nad Nisou (2. liga)
- 2013/2014 HC Vlci Jablonec nad Nisou (2. liga)